# 평양방어사령부
평양 방어사령부, 위장대호 제966대연합부대혹은, 위장명 제91훈련소는 적대세력으로부터 조선민주주의인민공화국, 이하 줄여서 북한의 수도인 평양시를 방어하는 조선인민군 륙군의 전투사령부로서 호위사령부에 배속하고 총참모부의 지휘를 받는다.

## 역사
한국 전쟁 당시 평양시를 점령당했던 사건을 계기로 남한군과 주한 미군으로부터 평양시를 다시 뺏기지 않도록 방어할 목적으로 1955년 민족보위성 예하에 설립되었다. 1960년대에 호위사령부에 통합되었다가 30년 뒤, 1990년대에 독립되었다.
대한민국 국방부는 2012년 12월 21일에 발간한 국방백서 2014년판을 통해 포병지휘체계의 일원화를 위해 평양방어 사령부 예하 고사포 사단이 총참모부로 옮겨갔다고 밝혔다.

## 지휘관
- 리을설; 1983년 8월 ~ 1984년 8월[4]

## 같이 보기
- 평양경비사령부

## 참고
1. ↑  노재현 (2011년 12월 13일). “김정일, 평양방어사령부 타격훈련 참관”. 연합뉴스. 2015년 1월 10일에 확인함.
2. ↑  “국방백서” 2012년판. 대한민국 국방부. 2012년 12월 21일: 25.
3. ↑  이영찬 (2012년 12월 21일). “북한군 '전방에 침투능력 보유 기동여단 증강'”. 코나스. 2015년 1월 10일에 원본 문서에서 보존된 문서. 2015년 1월 10일에 확인함.
4. ↑  “리을설”. 북한정보포털. 2015년 1월 10일에 확인함.